# Mélida
Mélida è un comune spagnolo di 762 abitanti situato nella comunità autonoma della Navarra.